# Where Did All the Love Go?
Singles de Kasabian
Fire
(2009) Underdog
(2009)
Pistes de West Ryder Pauper Lunatic Asylum
Underdog
(1) Swarfiga
(3)
Where Did All the Love Go? est le deuxième single du troisième album studio du groupe de rock britannique Kasabian publié le 17 août 2009. Il se classe 30e au classement britannique des ventes de singles.

## Classement
| Classement musical                      | Meilleure position |
| --------------------------------------- | ------------------ |
| Belgique (Flandre Ultratop 50 Singles)  | 4                  |
| Belgique (Wallonie Ultratop 50 Singles) | 9                  |
| Royaume-Uni (UK Singles Chart)          | 30                 |

## Liste des chansons
Toute la musique est composée par Sergio Pizzorno.
| 1. | Where Did All the Love Go?            | 4:18 |
| 2. | Vlad the Impaler (remix de Zane Lowe) | 4:32 |